# Меревиль (Эсон)
Меревиль (фр. Méréville) — бывший муниципалитет во французском департаменте Эсон, в регионе Иль-де-Франс. Население — 3 187 (2008).
Расстояние до Парижа — 65 км, до Эври — 45 км.
1 января 2019 года Меревиль был объединён с близлежащим Эстушем, образовав новую коммуну Меревиллуа.

## Известные жители
- Жан-Луи Бори — французский писатель, журналист и кинокритик.